# Катажина Козира
Катажина Козира (пол. Katarzyna Kozyra, *1 лютого 1963, Варшава) — польська скульпторка, перформер, мисткиня фотографії та відео. 

## Освіта
Вивчала германістику на Варшавському університеті (1985—1988). Є випускницею майстерні Гжегожа Ковальського «Працовня» Академії мистецтв у Варшаві (1988—1993) та Вищу школу графіки дизайну книги в Лейпцигу (1998). 

## Мистецька діяльність
Дипломна робота Катажини Козири – Піраміда тварин (1993). Це були встановлені одні на одному тіла тварин: коня, пса, кота і півня. Нагадуючи мотив із казки Братів Грімм «Бременські музиканти», Піраміда мала на меті показати, що люди відповідальні за промисловий конвеєр забою тварин. Розголос щодо роботи спровокував те, що Козиру стали називати контраверсійною мисткинею. Від того часу більшість її робіт (Кровні зв’язки 1995, Олімпія 1996, Жіноча лазня 1996, Чоловіча лазня 1999) голосно обговорювалися у ЗМІ. 
Олімпія (фото і фільм) була записом боротьби Козири із онкологічною хворою. За ідеєю авторки ця робота була спробою повернення почуття гідності хворому тілу що помирає; полеміка із офіційним, широко популяризованим образом здорового, сильного, гарного та цілковито підконтрольного. Це був також спротив щодо переконань, що хвороба або старість прирікають людину на суспільне забуття. 
Подібну тему піднімає Жіноча лазня (мисткиня увійшла до публічної лазні з прихованою камерою). Козира хотіла показати, як жінки виглядають «насправді», себто в ситуації, коли на них ніхто не дивиться і коли не повинні виглядати в рамках відточених канонів краси. Ця робота була теж асоціацією з історією художнього мистецтва, котре якраз мало вплив на формування цього канону (картини Жана Енгра, що показували жіночі лазні). Чоловіча лазня була водночас антитезою і продовженням цієї роботи. Козира увійшла до чоловічої лазні із прикріпленим штучним пенісом та рушником на плечах, котрий прикривав її груди. Мисткиня була здивована тим, що чоловіки навіть перебуваючи самі, займаються своїм виглядом, придивляються один до одного, порівнюють. Містифікація не була викрита. 
У 1999 році представляла Польщу на 48 Міжнародному Бієнале мистецтв у Венеції, де за відеоінсталяцію Чоловіча лазня отримала почесну відзнаку. 
В 1999—2002 роках Катажина Козира працювала над проектом, що виник з ідеї хореографії Вацлава Ніжинського до балету «Свято весни» Ігоря Стравінського.  В 2002 році зробила відео «Злочин і кара». 
У своєму проекті «В мистецтві мрії стають дійсністю» Козира концентрується на завданні креативності та перфомансу. 
Козира створює кліпи. Прикладом є «Черлідерка» з циклу «В мистецтві мрії стають дійсністю». У цьому музичному епізоді Козира інтерпретує пісню Гвен Стефані «What Are You waiting for». Бавлячись у чоловічі і жіночі кліше, мисткиня втілюється в роль зірки поп-року, котра є черлідеркою в чоловічій спортивній роздягальні. Нагорі грають куратори і дирекція «Захенти». 
Від 2010 року працює над своїм першим повнометражним художнім фільмом. На зламі 2010 і 2011 року у «Захенті» відбулася велика монографічна виставка Козири «Катажина Козира. Кастинг». Під час цієї виставки, яка презентувала найважливіші твори з доробку мисткині, вона реалізувала свій найновіший проект. Це був кастинг на Козиру. Присутні у «Захенті» під час відвідування вистави могли взяти участь у кастингу. Результати у вигляді змонтованих записів із приміщення кастингу були показувані на виставці. На зламі 2011 і 2012 року Козира мала другу переломну виставку в Польщі – в Національному музеї у Кракові.  Виставка мала назву «Катажина Козира. Виставка». На цій виставці мисткиня вперше презентувала реквізити зі зйомок власних проектів, котрі були поміщені в музейних стелажах.

## Нагороди
- 1997 — лауреат паспорту журналу «Polityka»

- 1999 — почесна відзнака 48 Венеційської Бієнале

- 2011 — премія Міністра культури і національної спадщини Польщі